# Pětiúhelníkové číslo

Utvoření pětiúhelníků z několika prvních pětiúhelníkových čísel

Pětiúhelníkové číslo je v matematice figurální číslo, které rozšiřuje myšlenku trojúhelníkových a čtvercových čísel na pětiúhelník.

## Výpočet
- n-té pětiúhelníkové číslo se vypočítá pomocí vzorce:

{\displaystyle p_{n}={\tfrac {3n^{2}-n}{2}}}
pro n ≥ 1.
- n-té pětiúhelníkové číslo je jedna třetina trojúhelníkového čísla s pořadovým číslem 3n−1.

## Testy pětiúhelníkových čísel
- Nejjednodušší způsob, jak zjistit, zda je přirozené číslo x pětiúhelníkové, je výpočet hodnoty následujícího výrazu:

{\displaystyle n={\frac {{\sqrt {24x+1}}+1}{6}}.}.
Pokud je n přirozené číslo, potom je x n-té pětiúhelníkové číslo. Pokud nevyjde přirozené číslo, pak x není pětiúhelníkové.
- Pokud je x pětiúhelníkové číslo, tak také platí:

{\displaystyle {\sqrt {24x+1}}=5\mod 6}.
- Rovněž platí pro 2 k-té pětiúhelníkové číslo:

a2k = k(6k−1) a také:
a(2k−1) = (2k−1)(3k−2), a proto je 5 jediné pětiúhelníkové prvočíslo.

## První pětiúhelníková čísla
Prvními pětiúhelníkovými čísly jsou 1, 5, 12, 22, 35, 51, 70, 92, 117, 145, 176, 210, 247, 287, 330, 376, 425, 477, 532, 590, 651, 715, 782, 852, 925 a 1 001.